# Xenuromys barbatus
Xenuromys barbatus és una espècie de mamífer rosegador de la família dels múrids. Viu a altituds d'entre 0 i 1.600 msnm a Indonèsia i Papua Nova Guinea. Els seus hàbitats naturals són les zones rocoses situades en boscos perennifolis de frondoses. És una espècie en risc mínim, és a dir, no sembla que hi hagi cap amenaça significativa per a la seva supervivència. El seu nom específic, barbatus, significa ‘barbat’ en llatí.